# Var (okręg Caraș-Severin)
Var – wieś w Rumunii, w okręgu Caraș-Severin, w gminie Obreja. W 2011 roku liczyła 429 mieszkańców. 